# Valvikens kyrksal
Valvikens kyrksal är en kyrka i Helgums församling i Härnösands stift. Kyrkan är belägen i centrala Helgum i Sollefteå kommun.
I närmare hundra år pågick samtalen om behovet av en kyrka i Helgums stationssamhälle, Valviken. Med bistånd av ideella krafter och gåvor från helgumsbor byggdes slutligen den gamla brandstationen om till kyrka. Kyrksalen invigdes den 3 oktober 1993 av biskop emeritus Bengt Hallgren. 